# Initiative de paix arabe
L’Initiative de paix arabe (arabe : مبادرة السلام العربية) est une initiative pour la paix proposée au Sommet de la Ligue arabe 2002 de Beyrouth par Abdallah ben Abdelaziz Al Saoud, et confirmée au Sommet de la Ligue arabe 2007 de Riyad. Elle a pour objectif de résoudre le conflit israélo-arabe, en améliorant les relations entre Israël et le monde arabe, en échange du retrait total des Territoires occupés et d’une solution viable pour les réfugiés palestiniens. 
Le gouvernement israélien dirigé par Ariel Sharon a rejeté purement et simplement l’initiative et Israël n’a jamais pris le temps de discuter cette proposition à la Knesset.

## Prélude à l'initiative
À la suite de la Guerre des six jours qui a consacré une victoire écrasante de l’armée israélienne, le Sommet de la Ligue arabe a signé la Résolution de Khartoum le 1er septembre 1967 établissant ce qui est connu comme les « trois non »: 1. pas de paix avec Israël, 2.pas de reconnaissance d'Israël, 3. pas de négociation avec Israël.
Le 22 novembre 1967 est adoptée la Résolution 242 du Conseil de sécurité des Nations unies appelant à la normalisation des relations entre Israël et les pays arabes et à Israël est de céder les territoires occupés pendant la guerre.

La plupart des plans de paix par la suite seront basés sur cette résolution 242 et cette initiative de 2002 fait également suite aux Sommet de Camp David II qui s’est soldé par un échec et par la Seconde intifada de septembre 2000 et plus en amont au Plan de paix de Fès de 1982.

## Le sommet de 2002
Sommet de la Ligue arabe 2002
Déclaration
À l'exception de l'Irak de Saddam Hussein et de la Libye de Mouhamar Kadhafi, les membres de la Ligue arabe ont tous approuvé le 27 mars y compris l’Autorité Palestinienne. Elle consiste en une proposition globale de mettre fin à l'ensemble du conflit israélo-arabe. Elle prévoit notamment:

- Retrait complet des territoires arabes occupés, y compris du plateau syrien du Golan, vers la ligne du 4 juin 1967 et les territoires du Golan encore occupés au sud du Liban;
- Parvenir à une solution juste au problème des réfugiés palestiniens, à convenir conformément à la Résolution 194 de l'Assemblée générale des Nations unies.
- Accepter la création d'un État palestinien indépendant et souverain sur les territoires palestiniens occupés depuis le 4 juin 1967 en Cisjordanie et dans la bande de Gaza avec Jérusalem-Est pour capitale.

En retour, les États arabes prendront les mesures suivantes : 

- Examiner le conflit arabo-israélien, signer un accord de paix avec Israël et instaurer la paix pour tous les États de la région ;
- Normalisation des relations avec Israël dans le cadre de cette paix globale[5].

L'initiative fait référence à la Résolution 194 de l'Assemblée générale des Nations unies, qui met l'accent sur le retour des réfugiés palestiniens en Israël. La rédaction a fait l’objet d’un compromis déclarant que la Ligue arabe soutient tout règlement négocié entre Israël et les Palestiniens mais ne mentionne pas le terme "droit au retour".

## Re-adoption au Sommet de la Ligue arabe 2007
Sommet de la Ligue arabe 2007 (sommet de Riyad)
À l'exception de la Libye, tous les dirigeants des 22 États membres de la Ligue arabe ont assisté au sommet de deux jours à Riyad, capitale de l'Arabie saoudite, du 28 mars au 29 mars 2007. L'initiative a été entièrement approuvée par tous les membres y compris par le président de l'Autorité palestinienne Mahmoud Abbas.
L'initiative elle-même n'a pas été modifiée lors de sa réadoption.
Le secrétaire général des Nations unies, Ban Ki-moon, a assisté au sommet, déclarant que « l'initiative de paix arabe est l'un des piliers du processus de paix ... [elle] envoie un signal que les Arabes sont sérieux au sujet de la réalisation de la paix. »

## Mise en place
L'initiative appelle à la création d'un comité spécial composé 
-	D’une partie des États membres concernés de la Ligue arabe et du Secrétaire général de la Ligue des États arabes pour poursuivre les contacts nécessaires afin d'obtenir le soutien de l'initiative à tous les niveaux, en particulier des États-Unis. 

-	Des Nations unies, 

-	Du Conseil de sécurité des Nations unies, 

-	Les États-Unis d'Amérique, 

-	La fédération de Russie, 

-	Les États musulmans

-	L’Union européenne. 

Cette commission spéciale serait également composée de délégations de l'Égypte et de la Jordanie au nom du monde arabe.

## Les réactions

### États-Unis
Dans un premier temps, l'initiative a reçu un soutien enthousiaste de l'administration Bush. Selon le porte-parole de Bush, Ari Fleischer, "le président a salué les idées du prince héritier concernant la pleine normalisation arabo-israélienne une fois qu'un accord de paix global aura été conclu".
Par la suite, le président américain a souligné que l’initiative ne pouvait être mis en œuvre qu'avec la cessation des attaques terroristes contre Israël.

### Réactions israéliennes
Les responsables israéliens ont eu des réactions plus variées, allant du positif au négatif en passant par la neutralité. 
Lorsque le plan a été publié en 2002, le gouvernement israélien a rejeté l'initiative au motif qu'elle entraînerait le retour d'un grand nombre de Palestiniens en Israël. Israël a exprimé des réserves sur certaines questions considérées comme des "lignes rouges" et sur lesquelles il ne transigerait pas :
- L'exode palestinien de 1948,
- la sécurité intérieure d'Israël contre les attaques terroristes,
- la nature de Jérusalem.

L'homme politique israélien Benjamin Netanyahu aurait rejeté l'initiative en 2007 alors qu'il était chef de l'opposition israélienne.

### Réactions palestiniennes
Les sondages du peuple palestinien ont révélé un large soutien au plan. Le soutien a légèrement diminué après la guerre de Gaza. Cependant, la majorité est toujours en faveur[Quand ?][réf. nécessaire].

### Réactions internationales
En dehors du Moyen-Orient, l'Initiative de paix arabe a reçu les éloges des chefs d'État du monde entier, des organisations internationales et d'un grand nombre de commentateurs politiques spécialisés dans le conflit israélo-palestinien.
Ban Ki-moon, le Secrétaire général des Nations unies, a dirigé ce chœur de soutien à plusieurs reprises. Il a exprimé son point de vue sur l'Initiative dans son discours au Sommet de la Ligue des États arabes le 28 mars 2007, dans lequel il déclare :

« L'Initiative de paix arabe est l'un des piliers du processus de paix. Approuvée dans la Feuille de route, l'Initiative envoie un signal clair que le monde arabe aussi a soif de paix. Lorsque j'étais en Israël, j'ai exhorté mes amis israéliens à jeter un nouveau regard sur l'Initiative de paix arabe. Ici à Riyad, je vous exhorte, mes amis arabes, à utiliser ce sommet pour réaffirmer votre attachement à l'Initiative. Nous devons tirer parti de ces nouveaux potentiels. Le statu quo est dangereux. Mais il y a des signes positifs. La formation d'un gouvernement d'unité nationale en Palestine et la perspective d'un dialogue israélo-palestinien offrent une perspective d'espoir. Dans le même temps, le Quatuor a été redynamisé et l'Initiative de paix arabe suggère une nouvelle voie à suivre pour la région. »

L'Initiative de paix arabe a été approuvée par le Quartet pour le Moyen-Orient le 30 avril 2003 et a reconnu son importance dans la Feuille de route pour la paix.
En 2008, le chef de la politique étrangère de l’Union européenne, Javier Solana a observé les débats et a exprimé le soutien de l'UE à l'initiative de paix, soulignant que l'initiative servait de proposition pour de nouvelles négociations plutôt que d'ultimatum à prendre ou à laisser pour les deux parties.
Le Premier ministre du Royaume-Uni, Gordon Brown, a également exprimé son soutien à l'Initiative lors de sa rencontre avec le Premier ministre palestinien Salam Fayyad et précisant que l’un des blocages à la paix est clairement le problème des colonies israéliennes « One of the blockages to that (peace) is clearly the settlement issue ».